# Jacobus Carolius Juda
Jacobus Carolius Juda (Paramaribo, 2 september 1853 – 23 augustus 1944) was een Surinaams politicus en plantagedirecteur.
Hij was nog geen 16 jaar toen hij bij een cacaoplantage werd aangesteld als leerling-opzichter. Hij zou in totaal ruim 50 jaar planter zijn. Juda was directeur van de plantage Leliëndaal.
Naast zijn werk als planter had hij andere functies. Bij tussentijdse verkiezingen in 1905 werd hij verkozen tot lid van de Koloniale Staten en twee jaar later gaf hij het Statenlidmaatschap al weer op. Hij was ook lid van de Bedrijfscommissie voor de Gouvernementsonderneming Slootwijk.
Juda overleed in 1944 op 90-jarige leeftijd.